# Фицджеральд, Уолтер Джеймс
Уолтер Джеймс Фицджеральд (англ. Walter James Fitzgerald; 17 ноября 1883, Пеола, Территория Вашингтон, США — 19 июля 1947, Сиэтл, штат Вашингтон, США) — прелат Римско-католической церкви, член Общества Иисуса, 2-й апостольский викарий Аляски, 2-й титулярный епископ Тимбреады.

## Биография
Уолтер Джеймс Фицджеральд родился в Пеоле, на территории Вашингтон 17 ноября 1883 года в семье Патрика Сэрсфилда Фицджеральда и Джоанны Фрэнсис Кёрк-Фицджеральд.
В 1902 году вступил в Общество Иисуса. Окончил среднюю школу в Лос-Гатосе, штат Калифорния. В 1906 году вернулся уже в штат Вашингтон Он был принят на место преподавателя в колледже Сиэтла, которое занимал до 1909 года. Поступил в университет Гонзага в Спокане, где в 1910 году получил степень бакалавра, а в 1912 году магистра искусств. С 1912 по 1920 год, преподавал в звании профессора альма-матер. В 1915—1919 годах обучался в колледже Непорочного Зачатия в Монреале, в Канаде, где получил степень доктора сакрального богословия.
16 мая 1918 года был рукоположён в сан священника. В 1921 году был избран в ректоры университета Гонзага в Спокане, и занимал это место до 1927 года. Затем с 1927 по 1929 год возглавлял Манрес-Холл в Порт-Таунсенде, а с 1929 по 1931 год — колледж Сиэтла. С 1931 по 1932 год служил вице-провинциалом, а с 1932 по 1938 год настоятелем Северо-западной провинции Общества Иисуса в США.
14 декабря 1938 года римский папа Пий XI номинировал Уолтера Джеймса Фицджеральда в коадъюторы апостольского викария Аляски и в титулярные епископы Тимбреады. Епископскую хиротонию 24 февраля 1939 года совершил епископ Джозеф Рафаэль Джон Кримонт, которому сослужили епископы Чарльз Уайт и Роберт Армстронг. Взошёл на кафедру 20 мая 1945 года. Своим девизом он избрал девиз Общества Иисуса: «К вящей славе Божией». Продолжил активную миссионерскую деятельность, которую начал ещё будучи коадъютором, поселившись в Фэрбанксе. Стал первым католическим епископом, посетившим остров Кинг.
Умер в Сиэтле 19 июля 1947 года. Похоронен на кладбище иезуитов в Маунт Сэнт-Майкл, в Спокане, штат Вашингтон.